# مازگان داک
مازگان داک (انگلیسی: Mazagon Dock Shipbuilders) شرکت کشتی‌سازی هندی است، که در زمینه طراحی، ساخت، تعمیر و نگهداری انواع کشتی نیروی دریایی، شناور گشتی و نیز زیردریایی برای نیروی دریایی هند، همچنین ساخت تأسیسات سکوی نفت، انواع تانکر و کشتی فله‌بر فعالیت می‌کند. این شرکت در سال ۱۹۳۴ تأسیس شد و در سال ۱۹۶۰ توسط دولت هند، ملی اعلام شد و هم‌اکنون همچنان دولت هند مالکیت اکثریت سهام آن را در اختیار دارد و بخشی از سهام آن نیز در بازارهای بورس اوراق بهادار بمبئی و بورس اوراق بهادار ملی هند معامله می‌شود.